# 크리스털 보어속스
크리스털 보어속스(Crystal Bowersox, 1985년 8월 4일 ~ )는 미국의 가수로, 《아메리칸 아이돌 시즌 9》의 준우승자이다.